# Bram van Dam
Bram van Dam (* 21. Juni 1943 in Sint-Oedenrode; † 26. Dezember 2008) war ein niederländischer Sport- und Ernährungswissenschaftler sowie Leichtathletiktrainer.

## Leben und Wirken
Nach seiner Schulzeit absolvierte Bram van Dam zunächst ein Studium der Theologie an der Universität Leiden und schloss dieses 1969 mit dem 1. Staatsexamen ab. Einige Jahre später studierte er dann an der Universität Freiburg im Breisgau und an der RWTH Aachen noch Sport und Biochemie und wurde von 1978 bis 1983 als wissenschaftlicher Mitarbeiter am Sportmedizinischen Institut der RWTH Aachen eingesetzt. Hier galt er in jener Zeit neben anderen Wissenschaftlern als Pionier der modernen Leistungsdiagnostik. Zwischenzeitlich legte van Dam im Jahr 1981 sein 1. Staatsexamen in Sport und Biochemie ab und promovierte im gleichen Jahr an der Karl-Franzens-Universität Graz mit seiner Dissertation: „Das sportliche Training hochqualifizierter Fechterinnen und Fechter aus der Sicht physischer und psychischer Leistungsfaktoren“. 
Nach Ablegung seines 2. Staatsexamen wurde van Dam als Lehrkraft an verschiedenen Gymnasien in Erkelenz und Aachen übernommen und zeitweilig zum Beauftragten für Schulsport beim Kultusministerium von Nordrhein-Westfalen ernannt. Darüber hinaus war er seit 1985 als Dozent für mehrere private Lehrinstitute tätig, zunächst in den Niederlanden und später für die „SPT Education“ in Deutschland, Österreich und in der Schweiz. Für SPT erstellte er 1987 in Zusammenarbeit mit der International Academy for Sportscience (IAS) das erste Curriculum für Weiterbildungsmaßnahmen in der Sportphysiotherapie auf. Außerdem war er als Dozent für die Trainerausbildung im niederländischen Leichtathletikverband (Koninklijke Nederlandse Atletiek Unie (KNAU)) zuständig und als Leistungsphysiologe neben der Atletiek Unie auch im Deutschen Leichtathletik-Verband (DLV) und im spanischen Tennisverband. 
Seit 2000 übernahm van Dam schwerpunktmäßig freiberufliche Tätigkeiten als Ernährungswissenschaftler. So war er zunächst Orthomolekulartherapeut bei der Gesellschaft für orthomulekulare Medizin in den Niederlanden und erhielt ein Jahr später eine Gastprofessur an der Fakultät für Bewegungswissenschaften der Technischen Universität Lissabon. Ab 2005 wurde er zum wissenschaftlichen Direktor des European Master in Psycho-Neuro-Immunology an der Universität Girona berufen und erhielt dort ein Jahr später die Ernennung zum Titularprofessor. Im Verlauf seiner Berufsjahre veröffentlichte van Dam mehr als 140 Aufsätze in verschiedenen Fachzeitschriften für Sport, Medizin, Ernährung und Leistungsphysiologie.
Darüber hinaus besaß van Dam die Trainer-A-Lizenz des DLV für die Laufdisziplinen der Mittel- bis Langstrecke und betreute unter anderem die Mittelstreckler des LAV Uerdingen/Dormagen, die Spanische Davis-Cup-Mannschaft, sowie die Einzelsportlerinnen Edith Niederfriniger, Marija Scharapowa, Kate Allen und andere.